# Mazzagatto

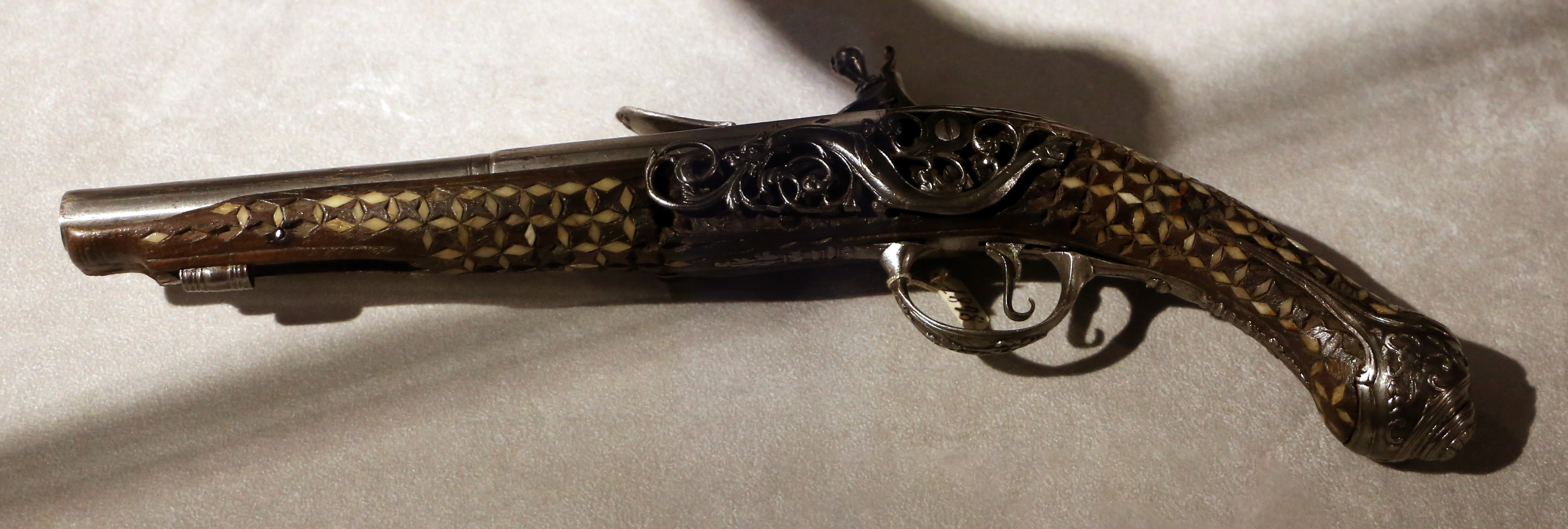
Mazzagatto alla fiorentina, 1750-1775 circa

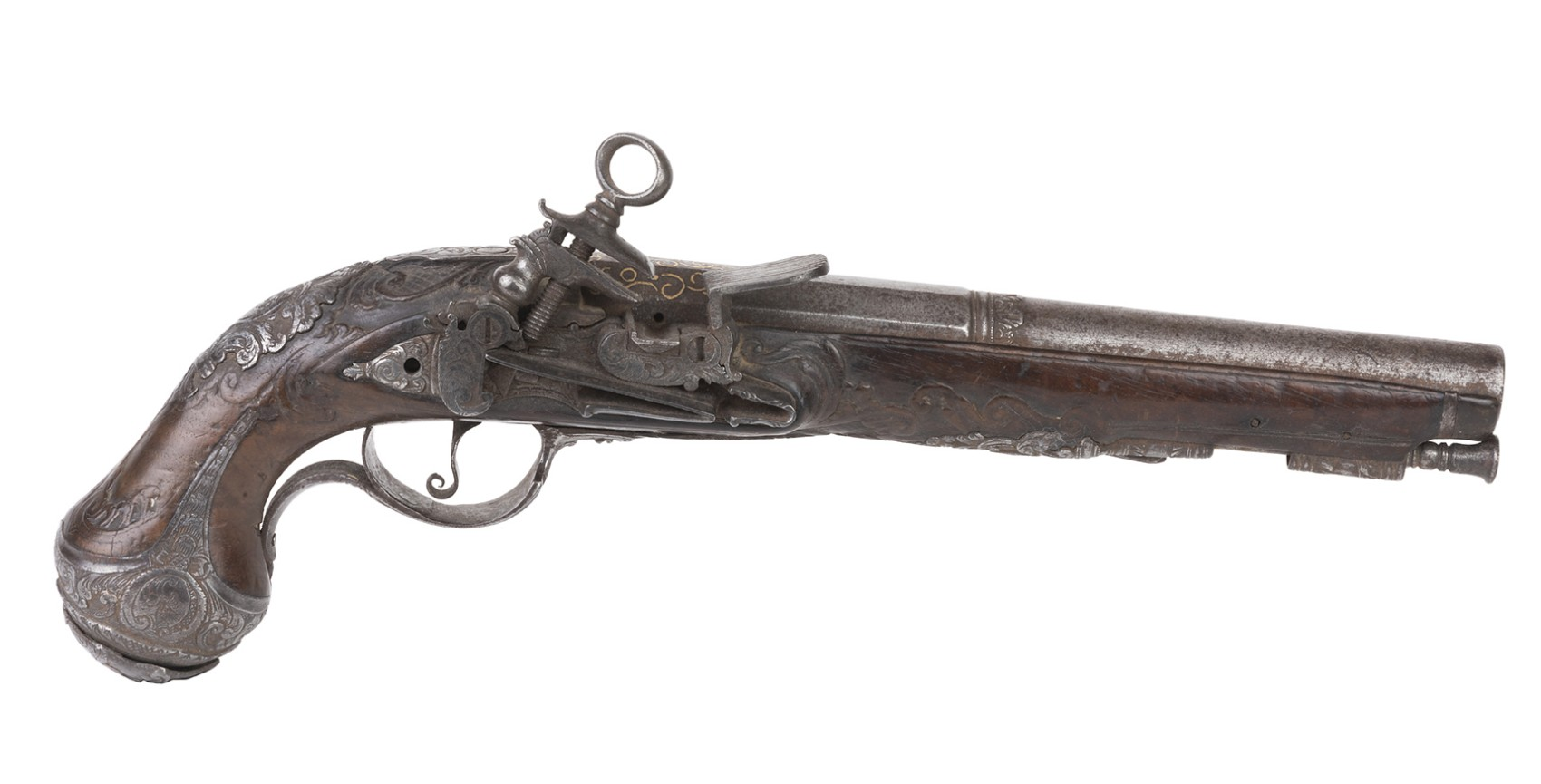
Mazzagatto, Francia, fine XVIII secolo

Con mazzagatto o mazzacane si indica una piccola pistola da tasca di calibro variabile ad avancarica. Diffusissime in tutto il mondo, dall'America all'Europa, le mazzagatti sono state il precedente storico delle armi di piccole dimensioni destinate al porto occulto.
Il nome, quasi ironico dato il potenziale offensivo ("ammazza-gatti" o "ammazza-cane"), viene dalle piccole dimensioni.

## Storia
Questo tipo di arma risale al XVI secolo ma venne proibita in varie province italiane per la sua insidiosità, ad esempio dal Codice Sabaudo e dal successivo codice del Regno d'Italia. Tra i primi a rilevarne la pericolosità, per la facilità di occultamento che le rendeva un'arma perfetta per compiere omicidi, fu probabilmente Alfonso I d'Este nel 1522, quando le proibì con un'ordinanza.
Negli Stati Uniti un esemplare delle famose Derringer, prodotte in versione moderna a due canne, fu utilizzato per uccidere Lincoln.